# Персидская ложнорогатая гадюка
Персидская ложнорогатая гадюка (лат. Pseudocerastes persicus) — вид ядовитых змей подсемейства гадюковых.
Общая длина достигает 80—90 см, очень редко 100 см. Голова широкая, спереди закруглённая с чётким шейным перехватом. Туловище плотное, не очень толстое. Над глазами есть по одному небольшому мягкому выросту. Эти выросты покрыты мелкой чешуёй и направлены вверх и немного назад. Иногда сами «рожки» не выражены, а только 1-2 чешуйки над глазами стоят вертикально. Ноздри наделены внутренним клапаном, который защищает носовую полость от попадания песка, когда змея зарывается в грунт.
Окраска буровато-серая с продольными рядами тёмных пятен, которые иногда образуют поперечные полосы.
Любит песчаную местность. При движении часто применяет «боковой ход», развивая скорость до 37 см/сек. Нередко роет песок боковыми движениями головы, расширяя норы грызунов. Хотя она и живёт на песчаном грунте, но не умеет «утопать» в песке с помощью боковых движений туловища. Активна ночью. Питается грызунами, птицами и ящерицами.
Яйцекладущая змея. Самка откладывает 11—21 яиц. Через месяц появляются молодые змеи длиной 15 см.
Вид распространён от Пакистана до Турции, от Азербайджана до Израиля и Иордании. Встречается в Саудовской Аравии, Омане и Объединённых Арабских Эмиратах.